# 8164 Andreasdoppler
8164 Andreasdoppler è un asteroide della fascia principale. Scoperto nel 1990, presenta un'orbita caratterizzata da un semiasse maggiore pari a 2,2719377 UA e da un'eccentricità di 0,0889514, inclinata di 4,60083° rispetto all'eclittica.